# 宋书
| 中國二十四史 | 中國二十四史   | 中國二十四史 | 中國二十四史 | 中國二十四史 |
| 次序         | 書名           | 作者         | 作者         |              |
| 次序         | 書名           | 姓名         | 時代         |              |
| ------------ | -------------- | ------------ | ------------ | ------------ |
| 1            | 史记           | 司馬遷       | 西漢         |              |
| 2            | 汉书           | 班固         | 東漢         |              |
| 3            | 后汉书         | 范曄         | 劉宋         |              |
| 4            | 三國志         | 陈寿         | 西晋         |              |
| 5            | 晋书           | 房玄龄等     | 唐           |              |
| 6            | 宋书           | 沈约         | 蕭梁         |              |
| 7            | 南齐书         | 萧子显       | 蕭梁         |              |
| 8            | 梁书           | 姚思廉       | 唐           |              |
| 9            | 陈书           | 姚思廉       | 唐           |              |
| 10           | 魏书           | 魏收         | 北齐         |              |
| 11           | 北齐书         | 李百药       | 唐           |              |
| 12           | 周书           | 令狐德棻等   | 唐           |              |
| 13           | 南史           | 李延寿       | 唐           |              |
| 14           | 北史           | 李延寿       | 唐           |              |
| 15           | 隋书           | 魏徵等       | 唐           |              |
| 16           | 旧唐书         | 刘昫等       | 后晋         |              |
| 17           | 新唐书         | 欧阳修等     | 北宋         |              |
| 18           | 旧五代史       | 薛居正等     | 北宋         |              |
| 19           | 新五代史       | 欧阳修       | 北宋         |              |
| 20           | 宋史           | 脱脱等       | 元           |              |
| 21           | 辽史           | 脱脱等       | 元           |              |
| 22           | 金史           | 脱脱等       | 元           |              |
| 23           | 元史           | 宋濂等       | 明           |              |
| 24           | 明史           | 张廷玉等     | 清           |              |
| 相關         | 東觀漢記       | 劉珍等       | 東漢         |              |
| 相關         | 新元史         | 柯劭忞       | 民國         |              |
| 相關         | 清史稿         | 趙爾巽等     | 民國         |              |
| 相關         | 點校本二十四史 | 顧頡剛等     | 共和國       |              |

《宋書》，二十四史之一，由南朝梁沈约等人所著。沈约在齊武帝永明五年（487）奉詔撰《宋書》，寫成本紀10篇、列傳60篇、志30篇，共一百篇。记事始于宋武帝永初元年（420），下迄宋顺帝升明三年（479），记载了南朝刘宋政权60年的史事。

## 概述
沈约根据宋的何承天、山谦之、苏宝生、徐爰的《宋书》，进行增删、订补工作，将宋末十几年的史迹加以补充，撰寫中大量抄錄了徐爰的宋書，因此七十篇的人物傳記以一年的飛快速度完成。《宋书》保存了很多的史料，包括当时的诏令奏议、书札、文章等，参考价值很高。
沈约在《宋书》各志中的叙述，经常溯及到魏晋时期，这可以弥补《三国志》等书的缺陷，同時因為志才是沈約親自創作的部分(人物傳記多抄前人徐爰之宋書)，所以志的價值最高。《宋书》的志有八类，包括《律历志》、《礼志》、《乐志》、《天文志》、《符瑞志》、《五行志》、《州郡志》、《百官志》，号称《宋书》八书，份量占全书的一半。《宋书》志的部分上溯先秦，魏、晋尤为详尽，记载了不少诏诰、奏疏和古代乐曲、歌词等珍贵资料。余嘉錫稱贊《宋書》志是“史家之良規”。
後人據相關史料補作《宋書》的志表，清人萬斯同《歷代史表》中有〈宋諸王世表〉、〈宋方鎮年表〉、〈宋將相大臣年表〉各1卷，羅振玉補宋書《宗室世系表》1卷，盛大力《宋書補表》4卷，郝懿行補宋書《刑法志》《食貨志》各1卷。近人聶崇岐有《補宋書藝文志》1卷。

## 版本
按傅增湘、傅熹年所订补的《郘亭书目》，宋书的宋刻本眉山七史本（后称三朝本）为高宗绍兴十四年官员井宪孟命令四川学官上交的政和年间官修版本。后因付印过多，雕版逐渐模糊，元、明两朝递有修补，于是便成了递修本。该本现存于中国国家图书馆。宋书此外尚有明代南北国子监各行刊印的二十一史本（南北监本，南监本今藏于中华书局图书馆，南监椠本在前故为母本）、崇祯七年汲古阁十七史本、乾隆四年武英殿二十四史本（殿本）、同治金陵书局本以及张元济影印三朝本（百衲本）。而当代市面通行的则为1974年中华书局点校本以及2018年中华书局修订本，此二本皆以张元济百衲本为底本。

### 本纪
- 本紀第一 武帝上
- 本紀第二 武帝中
- 本紀第三 武帝下
- 本紀第四 少帝
- 本紀第五 文帝
- 本紀第六 孝武帝
- 本紀第七 前廢帝
- 本紀第八 明帝
- 本紀第九 後廢帝
- 本紀第十 順帝

### 志
- 志第一 志序 律曆上
- 志第二 律曆中
- 志第三 律曆下
- 志第四 禮一
- 志第五 禮二
- 志第六 禮三
- 志第七 禮四
- 志第八 禮五
- 志第九 樂一
- 志第十 樂二
- 志第十一 樂三
- 志第十二 樂四
- 志第十三 天文一
- 志第十四 天文二
- 志第十五 天文三
- 志第十六 天文四
- 志第十七 符瑞上
- 志第十八 符瑞中
- 志第十九 符瑞下
- 志第二十 五行一
- 志第二十一 五行二
- 志第二十二 五行三
- 志第二十三 五行四
- 志第二十四 五行五
- 志第二十五 州郡一
- 志第二十六 州郡二
- 志第二十七 州郡三
- 志第二十八 州郡四
- 志第二十九 百官上
- 志第三十 百官下

### 列传
- 列傳第一 后妃
- 列傳第二 劉穆之 王弘 子錫
- 列傳第三 徐羨之 傅亮 檀道濟
- 列傳第四 謝晦
- 列傳第五 王鎮惡 檀韶 向靖 刘怀慎 刘粹
- 列傳第六 赵伦之 王懿 张邵
- 列傳第七 刘怀肃 孟怀玉 弟龙符 刘敬宣 檀祗
- 列傳第八 朱齡石 毛脩之 傅弘之
- 列傳第九 孫處 蒯恩 劉鍾 虞丘進
- 列傳第十 胡藩 劉康祖 垣護之 張興世
- 列傳第十一 宗室－長沙景王 臨川烈武王 營浦侯
- 列傳第十二 庾悅 王誕 謝景仁 袁湛 褚叔度長兄秀之 秀之弟淡之
- 列傳第十三 张茂度 子永 庾登之 弟炳之 谢方明 江夷
- 列傳第十四 孔季恭 羊玄保 沈昙庆
- 列傳第十五 臧焘 徐广 傅隆
- 列傳第十六 谢瞻 孔琳之
- 列傳第十七 蔡廓 子兴宗
- 列傳第十八 王惠 謝弘微 王球
- 列傳第十九 殷淳 子孚 弟冲 淡 张暢 何偃 江智渊
- 列傳第二十 范泰 王准之 王韶之 荀伯子
- 列傳第二十一 武三王 庐陵孝献王义真 江夏文献王义恭 衡阳文王义季
- 列傳第二十二 羊欣 张敷 王微[4]
- 列傳第二十三 王華 王昙首 殷景仁 沈演之
- 列傳第二十四 鄭鮮之 裴松之 何承天
- 列傳第二十五 吉翰 刘道产 杜骥 申恬
- 列傳第二十六 王敬弘 何尚之
- 列傳第二十七 謝靈運
- 列傳第二十八 武二王 彭城王义康 南郡王义宣
- 列傳第二十九 劉湛 范曄
- 列傳第三十 袁淑
- 列傳第三十一 徐湛之 江湛 王僧绰
- 列傳第三十二 文九王
- 列傳第三十三 顏延之
- 列傳第三十四  臧质 鲁爽 沈攸之
- 列傳第三十五 王僧達 顏竣
- 列傳第三十六 朱修之 宗悫 王玄谟
- 列傳第三十七 柳元景 颜师伯 沈庆之
- 列傳第三十八 蕭思話 劉延孫
- 列傳第三十九 文五王 竟陵王诞 庐江王祎 武昌王浑 海陵王休茂 桂阳王休范
- 列傳第四十 孝武十四王
- 列傳第四十一 劉秀之 顧琛 顧覬之
- 列傳第四十二 周朗 沈懷文
- 列傳第四十三 宗越 吴喜 黄回
- 列傳第四十四 鄧琬 袁顗 孔覬
- 列傳第四十五 謝莊 王景文
- 列傳第四十六 殷孝祖 刘勔
- 列傳第四十七 蕭惠開 殷琰
- 列傳第四十八 薛安都 沈文秀 崔道固
- 列傳第四十九 袁粲
- 列傳第五十 明四王 邵陵殇王友 随阳王翙 新兴王嵩 始建王禧
- 列傳第五十一 孝義 龚颖 刘瑜 贾恩 郭世道 子原平 严世期 吴逵 潘综 张进之 王彭 蒋恭 徐耕 孙法宗 范叔孙 卜天与 许昭先 余齐民 孙棘 何子平
- 列傳第五十二 良吏 王镇之 杜慧度 徐豁 陆徽 阮长之 江秉之 王歆之
- 列傳第五十三 隱逸 戴颙 宗炳 周续之 王弘之 阮万龄 孔淳之 刘凝之 龚祈 翟法赐 陶潜 宗彧之 沈道虔 郭希林 雷次宗 朱百年 王素 关康之
- 列傳第五十四 恩倖 戴法兴 阮佃夫 王道隆 杨运长
- 列傳第五十五 索虜
- 列傳第五十六 鮮卑吐谷渾
- 列傳第五十七 夷蠻
- 列傳第五十八 氐胡 略陽清水氐楊氏 胡大且渠蒙遜
- 列傳第五十九 二凶 元凶劭 始興王濬
- 列傳第六十 自序

## 延伸阅读
[在维基数据编辑]
 在维基文库阅读本作品原文（ 在维基共享资源阅览影像）
 《宋書 (四庫全書本)》
 《欽定古今圖書集成·理學彙編·經籍典·宋書部》，出自陈梦雷《古今圖書集成》